# 三遊亭遊之介
三遊亭 遊之介（さんゆうてい ゆうのすけ）は、埼玉県三郷市出身の落語家である。本名∶鈴木 光浩。出囃子は『越後獅子』。

## 略歴
- 1985年3月 - 三遊亭小遊三に入門。前座名は「三遊亭おまえ」。
- 1989年6月 - 二ツ目に昇進し、遊之介と改名する。
- 1998年5月 - 二代目三遊亭圓丸と共に真打に昇進する。
- 2002年 - 東京芸術大学講師（舞台芸術論）に着任する[2]。

## 主な演目
- 浮世床[1]
- 鰻の幇間[1]
- 真田小僧[1]
- 粗忽の釘[1]
- 河豚鍋[1]
- 宿屋の富[1]
- 湯屋番[1]

## 弟子
- 三遊亭遊七